# Desmognathus
Desmognathus és un gènere d'amfibis urodels de la família Plethodontidae que inclou a gairebé una vintena d'espècies de petites salamandres. S'estenen per tot l'est dels Estats Units fins a l'oest fins a Texas i al nord fins al sud-est de Canadà.

## Característiques
Les espècies del gènere Desmognathus tenen un mecanisme únic d'obertura de la mandíbula on la mandíbula inferior està estacionària i el crani s'obre. Hi ha són còndils addicionals, un lligament atlanto-mandibular, juntament amb altres característiques de l'esquelet i la musculatura que han evolucionat per acompanyar aquest tipus de mecanisme d'obertura de la mandíbula. criant sobre els seus ous. 

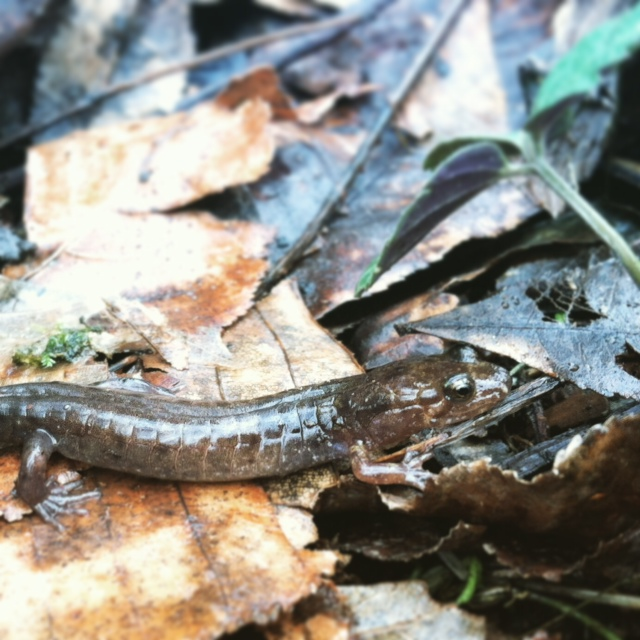
Una espècie de Desmognathus no identificada tal com es veu al parc nacional de les Great Smoky Mountains, TN.

## Taxonomia
Aquest gènere inclou:
- Desmognathus abditus Anderson i Tilley, 2003
- Desmognathus aeneus Brown i Bishop, 1947
- Desmognathus apalachicolae Means et Karlin, 1989
- Desmognathus auriculatus (Holbrook, 1838)
- Desmognathus brimleyorum Stejneger, 1895
- Desmognathus carolinensis Dunn, 1916
- Desmognathus conanti Rossman, 1958
- Desmognathus folkertsi Camp, Tilley, Austin i Marshall, 2002
- Desmognathus fuscus (Rafinesque, 1820)
- Desmognathus imitator Dunn, 1927
- Desmognathus marmoratus (Moore, 1899)
- Desmognathus monticola Dunn, 1916
- Desmognathus ochrophaeus Cope, 1859
- Desmognathus ocoee Nicholls, 1949
- Desmognathus orestes Tilley i Mahoney, 1996
- Desmognathus quadramaculatus (Holbrook, 1840)
- Desmognathus santeetlah Tilley, 1981
- Desmognathus welteri Barbour, 1950
- Desmognathus wrighti King, 1936